# رحمت عزیز چترالی
رحمت عزیز چترالی یا آر ای چترالی (به اردو: رحمت عزیز چترالی) (۲۵ آبان ۱۳۴۹ چیترال خیبر پختونخوا) شاعر، ادیب، صحاف و نقاد پاکستانی است که اشعار زیادی نیز به زبان‌های کهوار و اردو سروده‌است

## زندگی
رحمت عزیز چترالی در چیترال، که امروزه در ایالت خیبر پختونخوا پاکستان واقع شده‌است، به دنیا آمد. نیاکان او از قبیله خوشی یوسفزیی برهمنان چیترال بودند.

### کتاب‌ها
- گلدان رحمت
- گلدستهٔ رحمت
- گل افشانیات اقبال